# Tratado de Utreque
Tratado ou Paz de Utreque (Utrecht) o acordo que, firmado na cidade de Utreque, nos Países Baixos, (1713-1715), pôs fim à guerra da sucessão espanhola (1701–1714), na qual entraram em conflito interesses de várias potências europeias. O trono da Espanha era pretendido por Filipe d'Anjou, neto do rei francês Luís XIV, e por Carlos, da casa da Áustria. As negociações se abriram em 29 de janeiro de 1712, mas só em 11 de abril de 1713 foram assinados os principais acordos, dos quais o último é de 1714.
Os opositores da disputa eram, de um lado, a França, em apoio a Filipe d'Anjou; do outro, a Grande Aliança, contra Luís XIV e a favor do príncipe Carlos, formada por Grã-Bretanha, República holandesa, Prússia, Portugal e a casa de Saboia.
A Grande Aliança perdeu força quando Carlos foi eleito imperador do Sacro Império Romano-Germânico, com o nome de Carlos VI da Germânia, pois para os britânicos não convinha que o príncipe austríaco centralizasse tanto poder. Após negociações entre ingleses e franceses, foi realizado um congresso em Utreque, sem a participação da Áustria, e foram assinados os tratados. O imperador austríaco Carlos VI julgou que não poderia prosseguir em sua luta sem os aliados e aceitou os termos dos tratados de Rastatt e Baden, em 1714.
A questão da sucessão na Espanha foi solucionada em favor de Filipe V, que conservou a coroa da Espanha (1700-1746) e as respectivas colônias, mas renunciou ao direito de sucessão ao trono francês. A integridade do território francês foi preservada e a Inglaterra recebeu importantes bases marítimas - Gibraltar, Minorca, Terra Nova (Newfoundland), Acádia - e obteve o direito de abastecer as colônias da América Espanhola com escravos negros. A Inglaterra ganhou da França, além da Terra Nova, a baía de Hudson e St. Kitts e o reconhecimento da sucessão hanoveriana. Os Países Baixos do Sul, Milão, Nápoles e Sardenha passaram à Áustria. A França restituiu conquistas recentes, mas manteve tudo o que fora conseguido na Paz de Nimega, em 1679, além da cidade de Estrasburgo. O duque de Saboia ganhou a Sicília e aumentou as fronteiras do norte da Itália. Os holandeses asseguraram, junto ao governo austríaco, o direito de guarnecerem fortalezas nos Países Baixos do Sul. A dominação francesa encontrava-se em situação difícil, mas a França ainda era uma grande potência. A Inglaterra obteve conquistas navais, comerciais e coloniais significativas, assumindo posteriormente um papel preponderante no que diz respeito às questões de ordem mundial.
As negociações conducentes à assinatura deste tratado foram iniciadas em 1712, tendo representado nelas, para Portugal, o conde de Tarouca, João Gomes da Silva, e D. Luís da Cunha. Tendo igualmente participado nelas o Doutor José da Cunha Brochado.
Em 1713 foi reconhecida a soberania de Portugal sobre as terras da América Portuguesa, compreendidas entre os rios Amazonas e Oiapoque (atual região do Amapá). Em 1715 acordou-se a restituição aos portugueses da Colônia do Sacramento.